# Dome (szczyt)
Dome – szczyt górski w Górach Watkinsa. Razem z Górą Gunnbjørna i Cone tworzy ich najwyższe pasmo ciągnące się wzdłuż wschodniego wybrzeża Grenlandii. Wznosi się na 3682 m n.p.m., dzięki czemu jest drugim co do wysokości szczytem tych gór. Ze względu na gruby lądolód znajdujący się w całym paśmie górskim, Dome ma postać nunataku. Nazwa szczytu pochodzi od jego kopulastego kształtu (ang. dome – kopuła).